# Hadiz
Un hadiz o jadiz (en árabe: حديث‎ ḥadīṯ; en general, «narración, referencia»; plural: en árabe: أحاديث‎ ʼaḥādīṯ) significa literalmente un dicho o una conversación, que para el islam representa los dichos y las acciones del profeta Mahoma (y de los imanes en el caso de los chiíes) relatados por sus compañeros y compilados por aquellos sabios que les sucedieron. El hadiz es un género de literatura musulmana que se originó en el periodo temprano de la historia islámica. Se encuentra en las compilaciones preservadas más antiguas de material legal e histórico adscritas a autores del siglo VIII d. C. Desde entonces y continuando hasta los tiempos actuales, han salido a la luz un gran número de recopilaciones de hadices. El término hadiz denota tanto al género literario como a cada texto individual de este género. Originalmente, el término significaba 'historia', 'comunicación' o 'informe', pero entretanto el término académico hadiz significa "tradición". Los académicos musulmanes tienden a limitar el término hadiz a las narraciones sobre el profeta Mahoma, mientras que muchos académicos occidentales lo usan en sentido más amplio incluyendo las tradiciones de los Compañeros del Profeta e incluso generaciones posteriores. Los hadices son el pilar fundamental de la Sunna, la segunda fuente de la ley musulmana después del Corán y que significa, literalmente, "conducta, manera de comportarse" o "costumbre".
Los hadices, que encarnan la tradición sobre los orígenes del islam, son una fuente importante de guía para los musulmanes después del Corán. El "camino" (sunna) de su profeta y de las primeras generaciones de musulmanes es tomado como un modelo de cómo deberían vivir los musulmanes en este mundo para llevar una vida eterna feliz en el más allá. Esto es evidente en el hecho de que esta sunna, particularmente la del profeta, se convirtiera en la segunda fuente fundamental por detrás del Corán de la sharia, la Ley de Dios.

## Designación y uso
El término hadiz designa toda narración o relato referido al profeta Mahoma, directa e indirectamente, sobre lo que este dijo (recomendando, ordenando, prohibiendo), enseñó o simplemente se vio que solía hacer, aunque no lo recomendara específicamente a sus seguidores. Hay incluso hadices en los cuales se narra simplemente que el Profeta aprobó tácitamente cierta conducta en otros, y en consecuencia tal conducta se vuelve vinculante para los musulmanes.
El Corán incita a que, a través de la reflexión racional y de forma voluntaria, se debe seguir la guía, enseñanza y el ejemplo de Mahoma como en los siguientes versículos:

Tenéis en el Mensajero de Dios un bello y perfecto ejemplo, para quien deposita su esperanza en Dios y en el Día Final, y recuerda a Dios frecuentemente.
Corán 33:21

Vuestro compañero [Mahoma] no se extravía, ni se descarría, no habla por propio impulso, no es sino una revelación que se ha hecho, se la ha enseñado el Muy Poderoso, Fuerte, Majestuoso.
Corán 53:2-6

También le concede a Mahoma la misión de explicarlo:

A ti también te hemos revelado la Amonestación para que expliques a los hombres lo que se les ha revelado. Quizás, así, reflexionen.
Corán 16:44

Esta es la razón de que desde la primera época del Islam, el ejemplo del Profeta se utilizó como recurso de autoridad para resolver diferentes tipos de eventualidades. La legislación islámica se basaba y se sigue basando en muchos aspectos de la vida del Profeta recogidos en las compilaciones de hadices que se fueron reuniendo a lo largo de los siglos. Pero no solo se observan los hadices en el plano jurídico. En el día a día, el modo de vida (Sunnah) de todo musulmán está condicionado muy a menudo por estas costumbres iniciadas por Mahoma con el objetivo de mantener la consciencia de un comportamiento moralmente correcto. A diferencia del plano jurídico, este tipo de costumbres son completamente voluntarias.
Asimismo, los hadices eran poderosos instrumentos en la gestión política, y pronto se vio la necesidad de evitar su continua manipulación. Para ello, se organizaron comités de expertos que analizaran la cadena de transmisión a través de investigación filológica e histórica, atendiendo a quién hubiera transmitido la tradición y quién estuviera en el origen de ésta, así como rasgos lingüísticos de la época, metáforas, en qué contexto se produjo el mensaje y a qué tipo de público se dirigieron las palabras del Profeta. No obstante, se tenía en cuenta el predominio del Corán sobre los hadices, tal como muestra el hadiz transmitido por Aysha (esposa de Mahoma) cuando se le preguntó cómo era la conducta del ilustre Profeta del Islam y ella respondió: "el Corán".

## La cadena de autoridades (Isnad)
Todo hadiz viene acompañado de una lista de autoridades que lo avalan en forma de cadena de transmisión oral: "X afirma, refiriéndose a las palabras de Y, quien oyó a Z decir...". Sin embargo, estas autoridades no son el único criterio de validez. También se analiza el contexto histórico, los características gramaticales del texto, así como el tipo de receptor en el que se produjo el mensaje. Cuando se dice que ciertos transmisores de tradiciones gozan de la confianza de los entendidos en la materia mientras que otros son ignorados, se refiere al método de investigación histórica que otorga mayor credibilidad a quien aporta más datos que han sido fidedignos con la evidencia histórica. Las cadenas pueden ser bastante largas.
La mayor parte de los hadices que nos llegan no surgen más allá de un siglo o dos después de la muerte de Mahoma, pues, evidentemente, la aparición de huecos en la cadena se hacía frecuente con el paso del tiempo y así se reducía su credibilidad. No obstante, estos huecos se ven compensados algunas veces por la corroboración de ese mensaje a través de fuentes históricas diferentes que no tienen relación entre sí y, por lo tanto, no existe posibilidad alguna de que se hubiera copiado.
En cualquier caso, según el arabista Joan Vernet, "la transmisión oral de los hadices en el islam primitivo no fue siempre tan fiel como cabría desear y, por ello, se encuentran versiones contradictorias de un mismo hecho". Este tipo de conclusiones y análisis las han llevado a cabo los propios historiadores musulmanes a lo largo de la Historia. De ahí, la necesidad de clasificar los hadices según su grado de autenticidad.

## Verificación de un hadiz
Cuando se desarrolló la clasificación de los hadices, en el tiempo entre el tercer califa ortodoxo, Osmán ibn Affan y el final de la dinastía Omeya, los hadices tuvieron que pasar un análisis por parte de los ulemas especializados, los muhaddiz, quienes, a través de análisis históricos y filológicos, acababan por desechar la tradición por falsa o aceptarla otorgándole uno de los siguientes grados:
- Admisibles (مَقْبول [maqbūl], aceptable; admitido; plausible)

Sagrados (قُدْسِيّ [qudsīy], sagrado). Estos se consideran portadores de la palabra divina y no la de Mahoma.
Auténticos (صَحيح [ṣaḥīḥ], auténtico).
Notables (مُتَواتِر [mutawātir], recurrente; repetido).
Buenos (حَسَن [ḥasan], bonito; bueno).
- Inadmisibles (مَردود [mardūd], rehusado; descartado)

Débiles (ضَعيف [ḍa‘īf], débil; desfalleciente; frágil). Normalmente se trata de apócrifos.
Para todos los musulmanes, un hadiz no puede contradecir el contenido del Sagrado Corán. Si se produce una demostración contrastada, entonces ese hadiz es falso. Algunas veces esa contradicción es aparente y, con una explicación argumentada con evidencia histórica y filológica, se puede concluir que no existe contradicción. Finalmente, en algunas ocasiones, puede haber discrepancias entre los expertos. En ese caso, cada uno expone sus argumentos y se admiten ambas posiciones. De hecho, en el derecho islámico han existido decenas de escuelas jurídicas. Estas escuelas presentan, en alguna ocasión, diferencias de opinión en relación con la autenticidad del hadiz. En tal caso, dependiendo del contexto cultural y del caso que se trate, se puede aplicar la legislación de una escuela u otra. Conviene recordar que un musulmán puede seguir las normas que considere de cada escuela jurídica sin necesidad de adscribirse a ninguna en concreto, aunque para ello debe tener conocimiento sobre lo que está estudiando o hablando.
Podemos presentar un ejemplo de discrepancia sobre la validez de un hadiz. El hadiz narrado por Abu Bakr, quien declaró haber escuchado decir al Sagrado Profeta: "Nosotros los Profetas no dejamos herencias, todo aquello que dejamos como legado es para la caridad." Dicen que son contrapuestos a este pronunciamiento varias aleyas o versos del Sagrado Corán confirmando lo contrario:
- "Y Salomón fue el heredero de David", Capítulo 27: verso 16.
- El Profeta Zacarías, en el Sagrado Corán, dice que él imploró: "Por tanto concédame Usted un heredero que me herede a mí y a la casa de Jacob", Capítulo 19: versos 5-6.

Pero la mayoría de los eruditos islámicos no encuentran contradicción alguna entre este relato y los versículos coránicos, ya que en esas aleyas se menciona que a David se le concedió el conocimiento y Salomón lo heredó, así como Zacarías heredó la profecía a su descendencia. De la misma manera Aisha, quien relató el hadiz sobre que la conducta de Mahoma era el Corán, también relató el mismo hadiz de Abu Bakr, explicándole a los herederos del Profeta que ella asimismo lo escuchó de él. El mismo Bujari, Ahmad bin Hanbal recopilan esta narración y varios de los grandes de los compañeros del Profeta la calificaron como auténtica, siendo un hadiz recopilado también por Muslim y pasa a ser reconocido como "Mutafaqun alahi", es decir, de común acuerdo sobre su autenticidad.
El profesor indio Muhammad Mustafa Al-A'zami defiende el procedimiento de verificación de los recopiladores más célebres. Al-A'zami cataloga cuatro modos para verificar un hadiz:
1. La comparación entre los hadices de diferentes alumnos de un mismo maestro.
2. La comparación entre las declaraciones de un mismo maestro en diferentes momentos.
3. La comparación entre el recitado oral y los documentos escritos.
4. La comparación entre el hadiz en cuestión y el texto del Corán con el que está relacionado.

Los autores que siguen esta metodología, según Al-A'zami, son dignos de confianza, ya que, por razonamiento lógico, no puede producirse un mismo error desde fuentes tan diversas y sin tener conexión histórica.
Algunos historiadores modernos han señalado que, a la hora de aceptar un hadiz como auténtico, la tradición musulmana ha preferido históricamente ceñirse al isnad (la cadena de transmisores de una información) antes que al contenido mismo del hadiz, aunque este incurriera en contradicciones con el Corán o en evidentes anacronismos. Así lo expresa, por ejemplo, Alfred Guillaume: "Un hadiz no se criticaba desde el punto de vista de lo que era inherentemente razonable y observado como digno de crédito, sino a partir de la consideración que tuviera la reputación de los garantes del pozo de la tradición".
Así pues, muchos estudiosos sostienen que la tradición, más que la verosimilitud o el sentido común, fue el pilar sustentador de los hadices. Según Ignaz Goldziher, "a nadie le está permitido decir: puesto que el matn (el texto del hadiz) contiene una contradicción lógica o una ridiculez histórica, yo dudo de la exactitud de la isnad (la cadena de autoridades)".
Otros, como el célebre arabista francés Louis Massignon, van más lejos en su crítica y opinan que no solo el relato (matn) es dudoso, sino también la cadena de autoridades en la que se sustenta. Según Massignon, la mayoría de los hadices clasificados como auténticos (صَحيح [ṣaḥīḥ]) son apócrifos por este motivo: 

Si los críticos del hadiz hubieran conseguido hacer prevalecer su método y eliminado de los relatos auténticos [ṣaḥīḥ] aquellos hadices en los que la isnad es apócrifa, los creyentes [Massignon se refiere a los místicos sufíes] no encontrarían entre ellos [entre las costumbres del Profeta] más que "carne seca" como alimento para su meditación: algunas prescripciones sobre higiene y civismo, las relativas a la limpieza de las babuchas o al palo que se utiliza como mondadientes.
Louis Massignon

Sin embargo, el hecho es que, a lo largo de la Historia, esta crítica a los análisis imprecisos e intencionados de los hadices ya se ha dado desde el propio mundo académico musulmán. Hoy en día, existen escuelas, como el Cambridge Islamic College, que enseñan el estudio del hadiz tal como se ha hecho en gran parte de la Historia, siguiendo unos procedimientos rigurosos de análisis histórico y filológico. Conviene distinguir, finalmente, los usos malintencionados que se han hecho y se hacen del islam desde las distintas instancias políticas, del islam teórico o la práctica que llevan a cabo muchos juristas islámicos tanto en Occidente como en países islámicos.

## Crítica a los hadices
Históricamente, la crítica a los hadices ha girado en torno a su autenticidad: a la cadena de transmisión y a si los hechos y palabras que describen son realmente atribuibles a Mahoma.
Pero más allá de la discusión sobre quién dijo qué y a quién se lo transmitió, lo que se ha puesto esencialmente en cuestión es la legitimidad de las autoridades posteriores a Mahoma para adaptar y reconfigurar en base al hadiz lo que dice (o no dice) originalmente el Corán, de lo cual puede derivar en ley (sharía). El Corán se declara a sí mismo, en multitud de versículos, "completo", "claro", "detallado" y "perfecto" (por ejemplo, 11:1, 12:1, 6:115, 6:38, 6:114, 16:89, 77:23), a pesar de que en otros pasajes también se menciona la necesidad de seguir la Sunnah (el comportamiento) del Profeta (Corán 33:21, 53:2-6 y 16:44).
Hay musulmanes críticos con la tradición de los hadices que recurren al Corán, la primera fuente en importancia del Islam, para desacreditarlos. Sobre la veracidad de los hombres en comparación con la de Dios, dice el Corán:

¡Alá! ¡No hay más dios que Él! Él ha de reuniros para el día indubitable de la Resurrección. Y, ¿quién es más veraz que Alá cuando dice algo?
Corán 4:87

Sobre lo que se haya anunciado, recopilado o escrito después del Corán, dice:

¿No han considerado el reino de los cielos y de la tierra y todo lo que Alá ha creado? ¿Y que tal vez se acerque su fin? ¿En qué anuncio, después de éste, van a creer?
Corán 7:185

Sin embargo, en el primer pasaje (4:87) solo pone de manifiesto la prioridad del Corán sobre la palabra humana, algo en lo que están de acuerdo todos los expertos. En el segundo pasaje (7:185), se refiere a la perfección del Corán, en el sentido de que haría falta un conjunto de editores trabajando durante años para poder escribir un texto de características lingüísticas similares a las del Corán. Por eso, críticas como las de Ghulam Ahmad Perwez (1903-1985) no contradicen realmente la validez jurídica de los hadices, sino que matizan su importancia en relación con el Corán. A su juicio, la autenticidad de cualquier hadiz debería basarse en el principio de contradicción: "Ningún hadiz que vaya en contra de las enseñanzas o los mandamientos del Corán debería ser aceptado". Parwez rechaza el principio de abrogación, en el que se basa el concepto de que ciertos hadices pueden sustituir los mandatos del Corán, un principio que suscriben la gran mayoría de escuelas jurídicas islámicas.
Dentro y fuera de la tradición musulmana, no faltan quienes consideran los hadices como una exclusiva "obra del hombre", al contrario de lo que ocurre con el Corán, que para los creyentes es "la Palabra de Dios" revelada al profeta Mahoma. La exdiputada jordana Toujane Fayçal se expresaba así en el documental Mahomet, de la cadena franco-alemana Arte: "Uno de los errores cometidos con el Profeta y que contribuyeron a la petrificación del Islam durante los siglos siguientes fue la sacralización de los hadices, es decir, de sus palabras y sus actos (...). Seamos realistas, los compañeros del Profeta [que constituyen el primer eslabón en la cadena de transmisión de los hadices] eran, antes que nada, políticos (...). [Tras la muerte de Mahoma] los políticos se repartieron el poder y lucharon por él. En este contexto se reajustaron los hadices, que dan carácter sobrehumano a Mahoma, un individuo sencillo que decía: 'Soy simplemente un hombre'". Una postura similar ha existido a lo largo de la Historia (Ahl al-Kalam y Mu'tazili) y ha sido debatida y rebatida, desde el otro punto de vista, por eruditos de otras escuelas islámicas (mayoritarias), como la malikí o la hanafí.

Algunos estudiosos argumentan que, con la ayuda de los hadices, puede entenderse que los califas posteriores a Mahoma usaran políticamente su figura para extender el Imperio Árabe, utilizando el islam como pretexto. Para ello, aportan ejemplos como un hadiz en la compilación de Muslim bin Al-Haŷŷâŷ, redactado unos 200 años después de la muerte del Profeta: 
"Ha sido narrado bajo la autoridad de Abu Hurairah que escuchó al Mensajero de Alá (la paz y las bendiciones de Dios sean con él) decir: 'Se me ha ordenado luchar contra la gente hasta que atestigüen que no hay más dios que Alá y crean en mí y en lo que yo he transmitido. Y cuando hagan esto, estarán a salvo de mí su sangre y sus bienes excepto por un derecho cierto, y Alá tomará cuenta de sus asuntos'".
También argumentan, según su punto de vista, la contradicción con multitud de versículos del Corán, como los siguientes:

No tienes tú por qué dirigirles, sino que Alá dirige a quien Él quiere.
Corán 2:272

No tienes tú que pedirles cuentas de nada, ni ellos a ti.
Corán 6:52

No te hemos enviado sino como nuncio de buenas nuevas y como monitor.
Corán 17:105

Al Enviado no le incumbe más que la transmisión clara.
Corán 24:54

... y de su dicho: «¡Señor! Ésta es gente que no cree». Aléjate, pues, de ellos y di: «¡Paz!» ¡Van a ver...!
Corán 43:88 y 89

Sin embargo, este argumento ha sido rebatido por historiadores como Ali Muhammad as-Sallabi. En primer lugar, no sería necesario usar los hadices para justificar una guerra, ya que el mismo Corán puede justificar la acción bélica en defensa propia:
"Y combatan por la causa de Dios a quienes les declaren la guerra, pero no sean los primeros en atacar; porque ciertamente Dios no ama a los agresores" (Corán 2:190)
En realidad, tanto para el estudio del Corán como de los hadices, la mayoría de historiadores (musulmanes o no) tienen en cuenta el momento en el que se produce el mensaje. De este modo, las guerras en el mundo islámico se han justificado muchas veces a partir de fragmentos, sin tener en cuenta ni su contexto lingüístico ni su contexto histórico.
Por otro lado, en relación con las acciones bélicas emprendidas por los primeros califas, debe entenderse el contexto histórico preislámico (esclavitud, infanticidio femenino, desigualdad social y económica) para comprender los avances que representó el islam. El punto de vista histórico que se adopta con los aliados en la Segunda Guerra Mundial, es un punto de vista similar adoptado cuando se analizan las conquistas de los primeros califas, que fueron dirigidas a regímenes totalitarios y esclavistas, y donde prácticamente todas las conversiones al islam fueron voluntarias. Estos historiadores no niegan que se haya usado la religión para legitimar algunas guerras, pero también consideran que el análisis debe tomar en consideración el contexto y los matices (Ali Muhammad as-Sallabi).
Otra cuestión que para algunos resulta polémica, es el empleo de los hadices como sustento de la ley islámica (sharía). A veces, hay hadices que pueden completar la legislación islámica de una sociedad atendiendo a su contexto cultural. Así, por ejemplo, la prohibición de las imágenes (aniconismo), ausente en el Corán, se estableció como norma en algunas escuelas jurídicas (excepto en algunas importantes, como la escuela malikí) apoyándose en los hadices. El punto de partida se encuentra en las múltiples condenas que hay en el Corán a la idolatría:
"Y [recuerden que] cité a Moisés durante cuarenta noches y cuando se ausentó ustedes tomaron el becerro, obrando injustamente" (Corán 2:51).
La idolatría no solo abarca las estatuas, sino también los astros o el propio ego. El islam sigue un razonamiento lógico para llegar a la Unicidad de Dios. Teniendo en cuenta las situaciones injustas de desigualdad que se han dado en las sociedades idólatras preislámicas (y a lo largo de la Historia), el islam pretende vigilar y controlar formas de manipulación que se basen en la ignorancia de la gente. Es en este sentido que se prohíbe la idolatría. A partir del conocimiento del Corán, surgen debates intelectuales para poder aplicar el Corán al mundo de hoy. De hecho, para los musulmanes, el Corán fue revelado justamente para guiar a la sociedad actual. En estos debates, se aducen otras fuentes de legislación islámica, como la Sunnah (los hadices), la analogía o el consenso. Finalmente, debe tenerse en cuenta que la Sharía (y la propia Sunnah del Profeta) argumentan la defensa de otras formas de vivir dentro de la propia sociedad islámica. Así, la Sharía garantiza sistemas comerciales no musulmanes autónomos (de ahí la legalidad del cerdo y el alcohol en países islámicos) y sistemas judiciales propios al margen de la Sharía. Por lo tanto, el empleo de fotografías por parte de no musulmanes está permitido mientras no rebase los límites de los derechos humanos o la decencia pública. En relación con los musulmanes, la Sharía estipula que las leyes deben adaptarse al contexto de cada cultura. Por este motivo, encontramos diferentes interpretaciones sobre este tema. Debemos recordar, por último, que un musulmán no tiene obligación de adscribirse a una escuela jurídica, sino que escoge las interpretaciones que más le persuadan cumpliendo también con las leyes justas de cada país, sea islámico o no.
Existen varios hadices que insinúan la prohibición de imágenes. Un hadiz transmitido por al-Bujari y narrado por Aisha, esposa del Profeta, dice que su mujer le compró un almohadón estampado con dibujos para que descansara y Mahoma, cuando lo vio, no quiso entrar en su casa:
"El Mensajero de Alá dijo: 'Los pintores [y propietarios] de esas imágenes serán castigados el Día de la Resurrección. Se les dirá, dota de vida a lo que has creado'. El Profeta añadió: 'Los ángeles no entran en las casas en las que hay imágenes'".
A partir de esta tradición, recogida también por Muslim bin Al-Haŷŷâŷ y de la que no hay rastro en el Corán, la jurisprudencia islámica prohibió la representación figurativa de seres humanos o animales para prevenir que estos objetos pudieran fomentar la idolatría. Sin embargo, para otras escuelas, como la malikí, no es necesaria la prohibición.
Del mismo modo, el Corán no menciona en ningún momento el castigo por lapidación. De hecho, siempre que se habla de él, en el Corán se lo asocia a sociedades anteriores a Mahoma y a prácticas habituales entre los idólatras. Así ocurre, por ejemplo, en
11:91, 19:46, 26:116 o 36:18, siempre como una amenaza de los incrédulos hacia los Mensajeros de Dios (Abraham, Noé, Jetró...). Pero algunos hadices parecen defender esta práctica primitiva para castigar a los pecadores (musulmanes o no).
El siguiente ejemplo está narrado por Muslim bin Al-Haŷŷâŷ, citando a 'Ubadah ibn al-Samit:
"Entonces, para los casados (la pena por el adulterio son) cien latigazos y la lapidación con piedras (hasta morir)".
De esta forma, un hadiz estaría contradiciendo aparentemente el Corán:

Llamad a cuatro testigos de vosotros contra aquéllas de vuestras mujeres que cometan deshonestidad. Si atestiguan, recluidlas en casa hasta que mueran o hasta que Alá les procure una salida.
Corán 4:15

En virtud de este tipo de hadices, la pena de muerte por lapidación sigue aplicándose hoy en Afganistán, Brunéi, Indonesia, Irán (que la incluye en su código penal), Irak, Nigeria, Pakistán, Arabia Saudí, Sudán, Somalia, Emiratos Árabes Unidos y en los territorios controlados por el Estado Islámico. Una vez más, debemos diferenciar entre las políticas de algunos países actuales a lo largo de la Historia, de la opinión argumentada de los ulemas, las prácticas de los musulmanes y el cuerpo teórico del islam. La existencia de estos hadices se explica de dos maneras dentro de la Sharía: por un lado, la aplicación del islam es progresiva y, para poder dar cierto tiempo de adaptación a la sociedad, no se aplicaba a rajatabla toda la legislación islámica. El concepto de gradación es fundamental tanto en el Corán como en la Sharía. Por lo tanto, muchos hadices solo son aplicables a la sociedad de aquella época y no a la actualidad. La otra explicación es que se trate de hadices categorizados como "probables" y, por tanto, su fiabilidad histórica no sea completa. En cualquier caso, para la mayoría de escuelas jurídicas islámicas actuales, la Sharía prohíbe la lapidación. Pero muchos países del mundo islámico manipulan el concepto de Sharía para sus intereses sociales y económicos, del mismo modo que el concepto de "democracia" no tiene la misma aplicación en todos los países que dicen aplicar esa democracia. Por otra parte, es cierto que las prácticas de bastantes musulmanes incluyen prácticas de lapidación y otras costumbres, pero en realidad estas costumbres no están acordes a la Sharía y al Fiqh (derecho islámico interpretativo). Por lo tanto, las tergiversaciones del islam haciendo un mal uso de los hadices se dan tanto desde la manipulación por parte de los gobiernos de algunos países como desde la ignorancia de bastantes practicantes musulmanes. La mayoría de la comunidad musulmana en el mundo, el legado histórico del islam y todas las escuelas jurídicas del islam, según los acuerdos Amán, condenan este tipo de prácticas.
Para el periodista del "Washington Post" Mustafa Akyol, "sus más infames medidas legislativas (la ejecución de los apóstatas, la reclusión de las mujeres, la prohibición de las Bellas Artes, la lapidación de las adúlteras y otros castigos violentos al comportamiento pecaminoso) surgen de los hadices y de los comentarios basados en ellos". Afortunadamente, pensadores como Muhammad Al Ghazali Hammudah Abdalati, Faysal Mawlawi o Dolors Bramon han aportado puntos de vista críticos con este tipo de legislaciones desde la tradición islámica.

## Recopilaciones de hadices

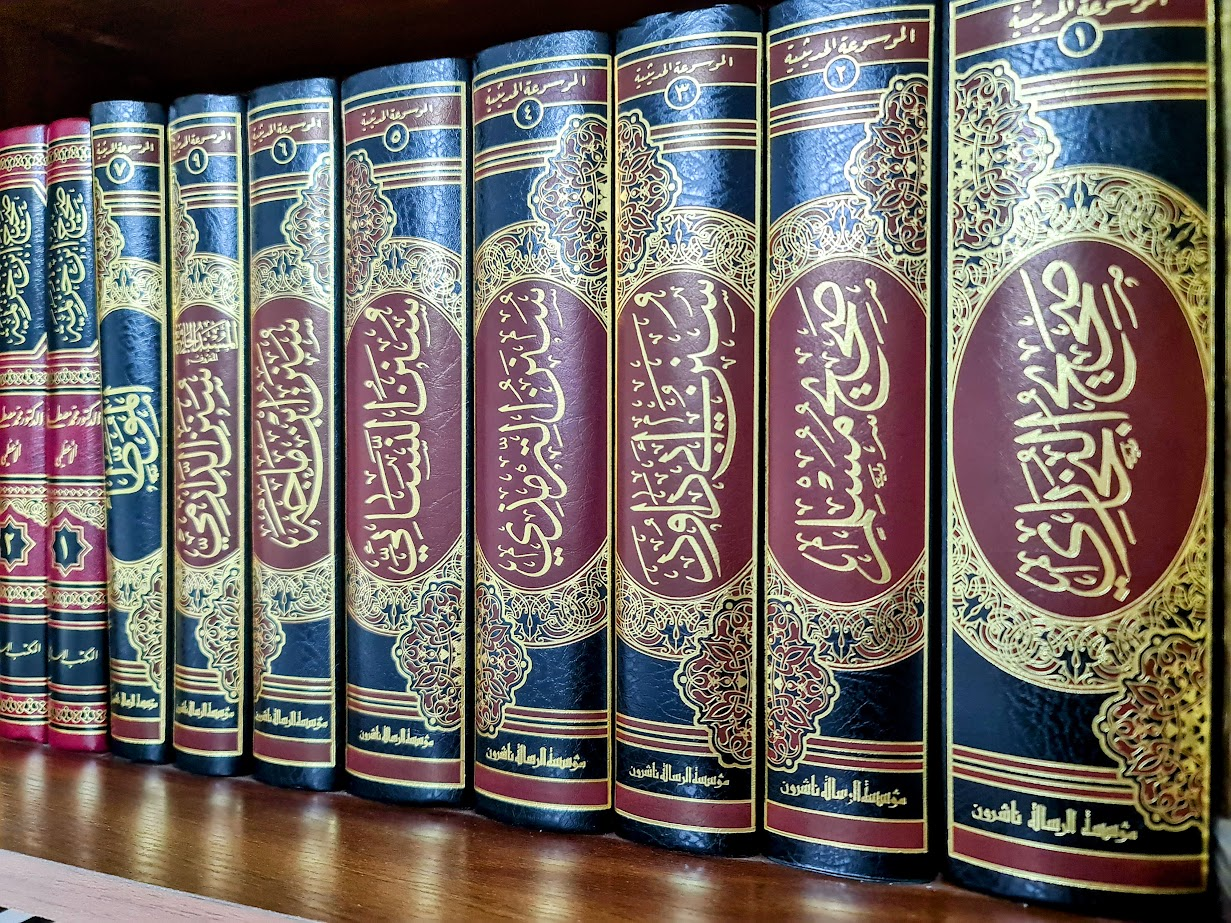
Conjunto de libros de hadices, entre los que se incluyen las recopilaciones de Al-Bujari y Muslim

Las colecciones o recopilaciones preservadas más antiguas de hadices se limitan a ciertos tipos de tradiciones. Por ejemplo, el Sira de Ibn Ishaq, en la reseña que se preserva aún escrita por Ibn Hisham, contiene principalmente tradiciones históricas sobre Mahoma y sus tiempos. El Al Muwatta de Málik ibn Anas, tal y como lo transmitió el andaluz Yahya ibn Yahya al-Laythi, es una colección de hadices legales, como lo es el Majmu al-fiqh del chiismo zaydí, atribuido a Zayd ibn Ali. A partir del siglo IX d. C. empezaron a aparecer colecciones más completas.
Hay dos tipos principales de recopilaciones. En la mayoría de recopilaciones más amplias, las tradiciones son combinadas en capítulos y párrafos de acuerdo con el contenido de las tradiciones. Es así como se encuentran capítulos sobre la oración, el matrimonio, las transacciones comerciales, la exégesis coránica, las maghazi (campañas militares) del Profeta, etc., en las que las tradiciones sobre los diferentes temas son combinadas. Este tipo de ordenamiento por temas se denomina musannaf (clasificado). Las recopilaciones amplias más antiguas que aún se conservan, como el Musannaf de Abd al-Razzaq, el Musannaf de ibn Abi Shaybah, el Sunan de Said ibn Mansur o el Sunan de al-Darimi, pertenecen a este tipo, como lo hacen las seis recopilaciones (Kutub al-Sittah) de al-Bujari, Muslim, Ibn Maya, Abu Dawud, al-Tirmidhi y al-Nasai, que con el tiempo han sido reconocidas por los eruditos suníes como las más confiables. Las recopilaciones canónicas de hadices de los chiíes imamíes, compiladas por al-Kulini y otros, también pertenecen al tipo musannaf.
Varias colecciones amplias recopiladas a partir del siglo IX d. C. en adelante, muestran otro método de ordenamiento de los hadices. Todas las tradiciones, cuyos isnads pueden trazarse de vuelta al mismo comunicador original, son agrupadas, por ejemplo, los hadices transmitidos por Abu Said al-Judri, uno de los Compañeros del Profeta. En este caso, los contenidos se ordenan alfabéticamente de acuerdo con el nombre del comunicador original. Este tipo de colección se denomina musnad. La recopilación más famosa de este tipo es la voluminosa Musnad de Ahmad ibn Hanbal, pero hay algunas anteriores, como la Musnad de al-Humaydi y la de al-Tayalisi. 

### La tradición suní
Durante los primeros siglos del Califato, los legisladores, las facciones enfrentadas por el poder y otros se vieron inmersos en una frenética búsqueda de hechos de Mahoma que sirvieran a sus respectivos intereses o respondieran a sus necesidades o dudas. Del caos existente, los estudiosos intentaron depurar y unificar en códices las diversas costumbres conocidas. Así, los musulmanes sunitas aceptan unánimemente los siguientes recopiladores (Kutub al-Sittah):
1. al-Bujari (fallecido en 870) incluía 7275 hadices extraídos de 600 000 posibles.
2. Muslim b. al-Haŷŷaŷ (f. 875) incluía 9200 extraídos de 300 000 posibles.
3. Abu Da'ud (f. 888)
4. al-Tirmidhi (f. 892)
5. al-Nasa'i (f. 915)
6. Ibn Maŷa (f. 886)

Los dos primeros son los más respetados y sus obras se consideran solo inferiores en santidad al propio Corán por los sunitas.

### La tradición chií
Los chiíes suelen considerar más fiables aquellos hadices recogidos por los familiares de Mahoma y sus seguidores. Fueron recopilados de forma más tardía, pero sin perder la proximidad a la fuente generadora de los hadices: el mismo Mahoma, ya que entre las recopilaciones de los chiíes se encuentra la colección de tafsir de Ibn Abbás, quien fuera compañero muy allegado a Mahoma. Las compilaciones chiitas son derivadas de la transmisión directa de la "Casa del Profeta", como suele llamarse a los descendientes del Ali Ibn Abi Tálib y de su esposa Fátima az-Zahra. 
De todas formas, los hadices auténticos no difieren mucho entre los chiitas y los sunitas, excepto quizás por la cadena de transmisión. A este respecto, por ejemplo, uno de los testigos más utilizados para verificar un hadiz en la tradición suní es Abu Hurairah, pero es considerado por los chiíes como un enemigo de Alí (yerno de Mahoma y cuarto califa ortodoxo, a partir del cual se separan las tradiciones sunita y chiita). Por eso sus hadices no son fiables desde la perspectiva chiita, que también considera poco fidedignas las narraciones de Aisha, esposa del Profeta. Los recopiladores predilectos de la tradición chiita son:
1. Abu Ya‘far Muhammad ibn Yaqub ibn Ishaq al-Razi, conocido como Al-Kulayni (fallecido en 940), autor de Kitab al-kafi (El libro suficiente).
2. Ibn Babawayh (f. 991), autor de Man la yahduruhu al-faqih (Cada hombre es su propio defensor).
3. Abu Yafar al-Tusi (f. 1067), autor de Tahdib Al-Ahkam (La rectificación de los dogmas) y de Al-Istibsar (El examen).

Estas obras conforman lo que los chiitas llaman Los Cuatro Libros, que recogen las tradiciones válidas desde su perspectiva. Además, están recopiladas en otra obra titulada Al-Wafi.

## Revisión de los hadices
En 2013, la Diyanet (la Presidencia de Asuntos Religiosos de Turquía) presentó una obra de siete volúmenes con una reinterpretación y puesta al día de los hadices. Mehmet Görmez, estudioso del hadith y presidente de la Diyanet, supervisó un trabajo que duró seis años, implicó a multitud de teólogos islámicos e indignó a muchos tradicionalistas. Este trabajo presenta los hadices desde la perspectiva de la Turquía del siglo XXI. Según Gormez, el significado de muchos hadices se ha perdido y el contexto cultural o geográfico del texto se ha olvidado.
Cuando se empezó a elaborar esta revisión en 2008, el entonces presidente de la Diyanet, Ali Bardakoğlu, negó que se tratara de una "revolucionaria reinterpretación del Islam y una polémica y radical modernización de la religión", como se dijo en la prensa."No estamos reformando el Islam, estamos reformándonos a nosotros mismos, nuestra propia forma de religiosidad", dijo Bardakoğlu.
El objetivo de esta revisión es, según el director del proyecto Mehmet Ozafsar, explicar los pasajes sexistas y los castigos violentos recogidos en los hadices como "algo histórico" que no puede regir las sociedades islámicas del siglo XXI.